# Amal Adam
Amal Adam (Egipto, 24 de diciembre de 1981) es un arquera egipcia.
En 2019, ganó la medalla de bronce en el evento recurvo femenino en los Juegos Panafricanos de 2019 celebrados en Rabat, Marruecos. También ganó la medalla de oro en el evento recurvo por equipos femeninos. Compitió en el evento individual femenino en los Juegos Olímpicos de Verano de 2020.

## Palmarés internacional
| Juegos Panafricanos | Juegos Panafricanos | Juegos Panafricanos | Juegos Panafricanos |
| Año                 | Lugar               | Medalla             | Competición         |
| ------------------- | ------------------- | ------------------- | ------------------- |
| 2019                | Rabat ( Marruecos)  | Medalla de oro      | Equipo femenino     |
| 2019                | Rabat ( Marruecos)  | Medalla de bronce   | Individual femenino |